# Nouvelle économie institutionnelle

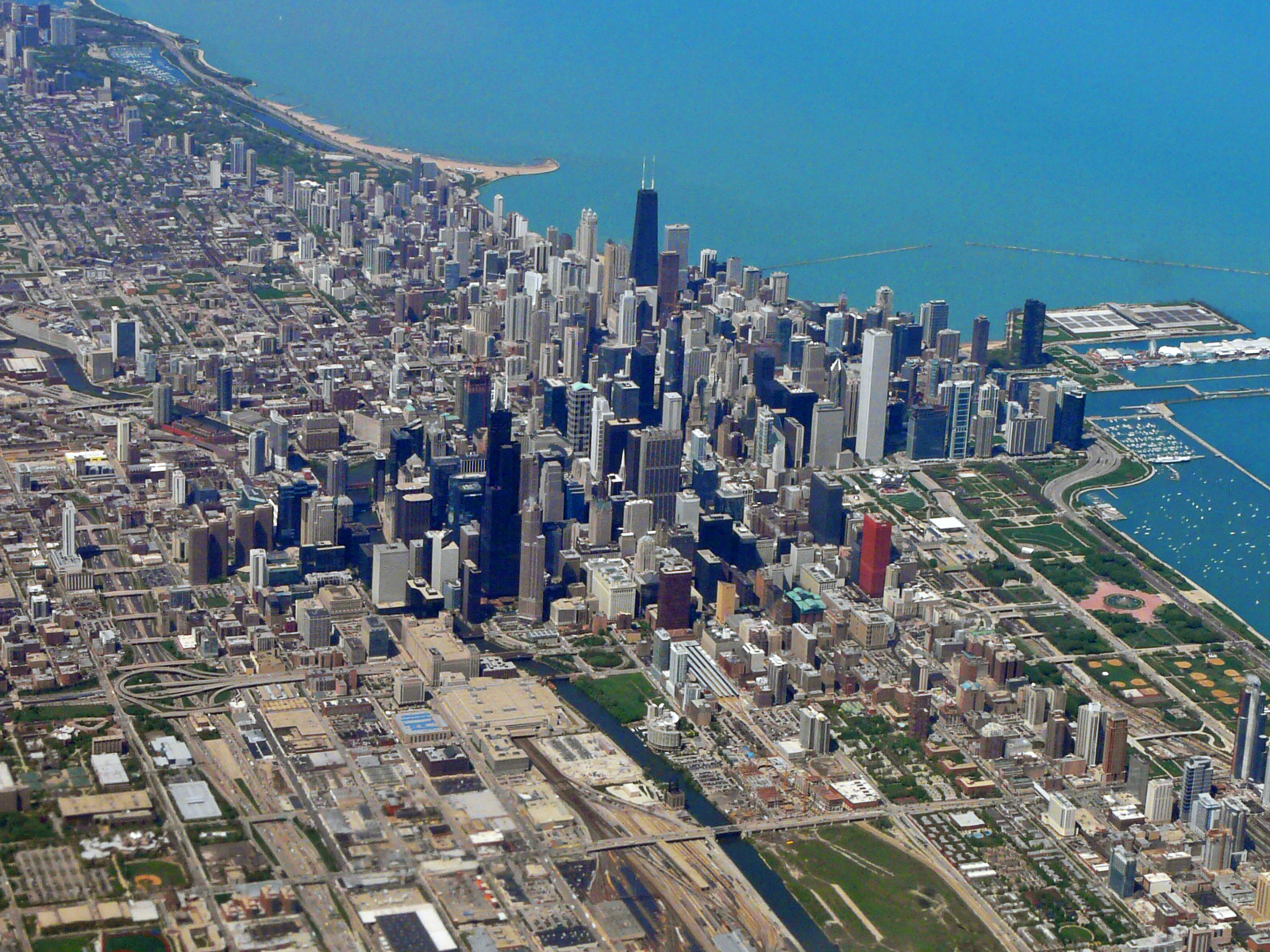
Le centre de Chicago vu depuis un vol commercial.

La nouvelle économie institutionnelle (de l'anglais « New Institutional Economics », on parle également de « néo-institutionnalisme ») désigne un ensemble de courants de pensée qui a contribué au renouvellement de l'analyse économique des institutions dans les années 1970.

## Explications
Cette appellation souligne que le néo-institutionnalisme s'est construit à partir d'un retour (qui correspond d'ailleurs le plus souvent à une simple déclaration d'intention) sur les travaux des institutionnalistes américains du début du XXe siècle (Thorstein Veblen, John R. Commons, Clarence Edwin Ayres). La NEI constitue en réalité un ensemble hétérogène qui regroupe un ensemble de travaux qui ont pour point commun de s'interroger sur le rôle joué par les institutions (que l'on peut définir de manière générique comme l'ensemble des règles et des normes qui encadrent et régulent les comportements) dans la coordination économique. Si c'est à partir des années 1970 que la NEI a émergé, son acte de naissance est en réalité l'article de Ronald Coase « The Nature of the Firm » qui date de 1937. C'est à cette occasion que Coase introduira le concept de coût de transaction.
À la base, la NEI consiste dans l'extension des outils néoclassiques standards pour l'analyse des institutions. Cependant, de nouvelles approches se sont développées en s'émancipant plus ou moins clairement du corpus théorique néoclassique. C'est le cas de l'approche de Douglass North, par exemple, mais celle-ci, sans doute parce qu'elle s'expose à la réfutation empirique bien plus que le discours d'un O. E. Williamson, a été l'objet de discussions vives. Le contenu empirique du néo-institutionnalisme s'avère bien discutable : cf. ainsi R. Rollinat 1997, La nouvelle histoire économique, Paris, Liris et Jérôme Maucourant, Le néo-institutionnalisme à l’épreuve de quelques faits historiques, Économie Appliquée (56), 3, septembre 2003, p. 111-131, qui se sont fait l'écho en français de ces objections. La faiblesses des fondements théoriques de la NEI a été bien mis en lumière par le livre suivant : H. Gabrié & Jacquié, La théorie moderne de l’entreprise - l’approche institutionnelle, préface par H. Simon, Paris, Economica, 1994.
Le terme « nouvelle économie institutionnelle » a été inventé par Oliver Williamson en 1975.
Les principaux chercheurs associés à l'objet comprennent Armen Alchian, Harold Demsetz, Steven N. S. Cheung, Avner Greif, Yoram Barzel, Claude Menard et quatre lauréats du prix Nobel - Ronald Coase,, Douglass C. North,, Elinor Ostrom et Oliver Williamson. Une convergence de ces chercheurs ont abouti à la fondation de la "International Society for New Institutional Economics" (Société internationale pour la nouvelle économie institutionnelle) en 1997.
Suivant le rapport de la nouvelle économie institutionnelle au corpus néoclassique, on peut classer les théories de la NEI en trois catégories :

### L'approche néoclassique des institutions
Le premier groupe comprend les approches qui ont directement appliqué les outils néoclassiques à l'analyse des institutions. Il s'agit notamment de la théorie de l'agence (M. Jensen, W. Meckling), de la théorie des droits de propriété (A. Alchian et H. Demsetz) ou encore de la théorie des jeux (Reinhard Selten, John Harsanyi, Sugden).
Toutes ces approches ont en commun de conserver les principales hypothèses du corpus néoclassique : rationalité parfaite et substantielle, raisonnement en termes d'équilibre, optimisation. Les seuls « relâchements » se situent au niveau de l'information qui est considérée comme incomplète et asymétrique et, de manière intimement liée, dans la prise en compte du caractère stratégique du comportement des agents économiques. Dans cette optique, les institutions sont appréhendées comme des dispositifs mis en place par les agents afin de permettre la coordination de leurs actions de la manière la plus optimale possible.
On peut également inclure dans ce groupe la Law and Economics (économie du droit) de l'école de Chicago (Gary Becker, Richard Posner).

### La théorie des coûts de transaction (TCT)
Le concept de coût de transaction apparait dès 1937 dans l'article de Coase. C'est cependant Oliver Williamson qui est le père fondateur de ce courant théorique. La TCT s'écarte un peu plus du corpus néoclassique en postulant que les agents ne sont dotés que d'une rationalité limitée (concept que l'on doit à Herbert Simon) tout en se comportant de manière opportuniste. Le point de départ de Williamson et de la TCT est de postuler que toute transaction économique engendre des coûts préalables à leur réalisation : coûts liés à la recherche d'informations, aux « défaillances du marché », à la prévention de l'opportunisme des autres agents etc. Ainsi, certaines transactions se déroulant sur le marché peuvent engendrer des coûts de transaction très importants. Dès lors, les agents économiques peuvent être amenés à rechercher des arrangements institutionnels alternatifs permettant de minimiser ces coûts. À l'opposé du marché, Williamson distingue ainsi, à la suite de Coase, la hiérarchie qui correspond en réalité à l'entreprise. Entre le marché et l'entreprise, de nombreuses formes « hybrides » peuvent être identifiées (sous-traitance, concession, réseau etc.). La TCT trouve son application dans trois domaines majeurs : la théorie des organisations avec notamment les travaux de Williamson, l'économie publique avec notamment les travaux de Coase et l'économie du développement avec les travaux de Douglass North. Dans tous les cas, les institutions sont interprétées comme des dispositifs de régulation alternatifs au marché mis en place par les agents pour minimiser les coûts de transaction.

### Les approches «hétérodoxes»
La troisième catégorie regroupe un ensemble d'approches dites « hétérodoxes » qui, chacune à sa manière, analyse certaines institutions économiques tout en s'écartant de la méthodologie néoclassique. Dans le domaine de l'économie des organisations, on peut notamment penser aux approches évolutionnistes de la firme (Nelson et Winter, 1982) ou aux travaux de Masahiko Aoki sur la firme japonaise. Dans une perspective plus généraliste, les travaux de l'école autrichienne depuis 1970, dans la lignée des derniers ouvrages de Friedrich Hayek, portent également sur l'analyse des institutions. Enfin, on peut également mentionner le jeune programme de recherche de l'économie politique constitutionnelle (James Buchanan, V. Vanberg) qui est voué à l'analyse de la construction et de l'évolution du cadre « constitutionnel » encadrant l'activité économique pour le premier. Vanberg, lui analyse les règles de fonctionnement au sein de l'entreprise. La compétence de chacun est "standardisée" selon des routines et une rationalité procédurale à la Herbert Simon. L'entreprise s'administre par des règles assimilables à celles qui existent pour un pays, telle une constitution, sans qu'elles ne coïncident, par nature.

## Gouvernance et renforcement des institutions
Cependant, on est tenté d'ajouter une quatrième catégorie : celle de la gouvernance, renforcement des institutions et la croissance économique dans les pays en voie de développement - qui est une combinaison et application des trois premiers. Plus récemment, la NEI a inspiré une approche plus pragmatique axée sur la politique structurelle, mettant l'accent sur le rôle crucial des institutions et de la gouvernance dans le développement économique. L'inspiration pour ce regain d'intérêt de NEI était la grille de lecture fournie par O. E. Williamson fondée sur l'identité nationale, les institutions, la gouvernance et l'économie, en combinaison avec l'application du modèle fondateur de D. C. North, J. J. Wallis et B. R. Weingast, sur la Violence et Ordre Social.
En ce qui concerne la grille de lecture, O. E. Williamson élucide quatre niveaux clés d'une société, à savoir : l'identité nationale, les institutions, la gouvernance et enfin l'économie. Ceux-ci peuvent être semblé aussi à quatre principes clés agissant avec différentes échelles de temps: l'unité nationale (100 ans); les règles du jeu (10 - 100 ans); le déroulement du jeu (1-10 ans) et le jeu ou Agora (spontané). Cette approche permet une vue plus claire de cause à effet, de la cohérence des temps et le séquençage de la politique de réforme.
Les principales caractéristiques de deuxième étude de D. C. North et al. sont : les pays sont divisés en plusieurs catégories, notablement les Ordres à Accès Limité (OALs) et les Ordres à Accès Ouvert (OAOs). Ce ne sont pas les classifications hermétiques, mais comportementale.
Les Ordres à Accès Limité (OALs) sont l'état naturel de l'histoire humaine et le modus operandi de la façon dont les sociétés traditionnelles et modernes créent des coalitions pacifiques pour contrôler la violence. Les élites des factions potentiellement violents sont attirés dans des coalitions dominantes, par les perspectives de partage des rentes économiques (basées sur des règles plus crédibles que l'utilisation de la violence d'État (l'armée et la police)). Alors, les rentes sont à leur tour le résultat de limiter l'accès à des institutions clés et des ressources limitées à des groupes d'élites. Mais, les OALs doivent constamment tenir compte de la menace que les factions quittent la coalition, ce qui implique que chaque faction doit maintenir un potentiel crédible pour la violence, parce que les alliances évoluent constamment.
Les OALs sont classés comme : fragile (l'État peut à peine supporter lui-même face à la violence interne et externe); de base (un État omniprésent qui contrôle la violence); ou mature (les organisations non-étatiques sont également bien développés, par exemple l’Égypte antique, l'Angleterre des Tudor). En bref, les états n'ont pas le monopole sur la violence. Donc toutes les factions partagent le principe de la manipulation de l'économie à produire et distribuer des rentes, pour maintenir la stabilité par le contrôle de la violence.
En revanche, les Ordres à Accès Ouvert (OAOs) sont les nouveautés datant des 1830-40s en Angleterre, en France et aux États-Unis. Les caractéristiques principales des OAOs sont que les états ont le monopole sur la violence et l'entrée libre dans les institutions clés. Les OAOs sont durables lorsque les rentes créées par l'innovation et concurrence entre les élites dépassent celles créées par la coopération entra-élites et sont consolidées par des droits de propriété clairs et la primauté d'un état de droit. Ainsi, la logique de rentes conduite dans les OAOs diffère totalement de recherche de rentes OALs. Bien que tous les pays riches et démocratiques sont les OAOs et vice-versa, le lien entre l'économie et la socio-politique est si profondément ancrée que la causalité est difficile à démêler.

### Implications pour la politique et aide étrangère
Cette étude pionnière sur la Violence et Ordre Social souligne que depuis les années 1950, la politique de développement économique occidentale a systématiquement exportées ou greffé les institutions donatrices et normes de gouvernance OAOs sur les destinataires OALs. Ces greffes institutionnels ont réussi dans les OAOs Européenne après la guerre, avec le Plan Marshall, mais pour la plupart des OALs en Afrique et d'ailleurs les résultats ont été lamentables. En effet, malgré la similarité des institutions sur la surface, la logique de règles informelles et le comportement dans les destinataires OALs diffère nettement de pays développés.
En bref, cette approche de Violence et Ordre Social en collaboration avec la grille de lecture des institutions et gouvernance présenté par O. E. Williamson - a inspiré les décideurs à repenser leurs politiques de réforme dans les pays en voie de développement, en termes de fixation des priorités et le séquençage de reformes, avec une approche plus pragmatique et cohérente dans le temps.
Alors, le premier exemple de cette nouvelle approche était le programme de réforme mis en place en Asie par la Banque de Développement d'Asie.
Après la crise de mort imminente de 1997-98, les pays d'Asie orientale ont rapidement quitté les politiques d'urgence du FMI / Banque Mondiale, pour ensuite développer leur propre paradigme de Développement Post-Crise, qui a rejeté le soi-disant consensus de Washington néo-libéral. Ce nouveau paradigme concentre non seulement à éteindre le feu, mais aussi et surtout à la construction d'une meilleure gouvernance et les institutions à mieux fonctionnels - à commencer par les bases telles que mettre en place les normes de comptabilités plus transparentes, la modernisation des lois sur la faillite, la formation des fonctionnaires du gouvernement, les juristes, etc. qui serait la clef de leur rétablissement de croissance durable actuelle.
La Banque mondiale en collaboration avec l'AFD (l'Agence Française de Développement), le BMZ (Bundesministerium für wirtschaftliche Zusammenarbeit und Entwicklung), le GTF-KfW (Entwicklungsbank), et le DFID (Department for International Development U. K.) ont récemment parrainé quelques études pilotes de pays en voie de développement en utilisant cette approche,,,. À ce jour, ces résultats restent préliminaires, mais il y a des signes d'une plus grande ouverture aux idées fraîches pour éviter la répétition des erreurs passées.

## Conclusion
La nouvelle économie institutionnelle regroupe donc des approches pour le moins différentes, d'autant plus que l'on aurait pu également y inclure (même si elles ne se revendiquent pas comme tel) les courants français de l'économie des conventions et de l'école de la régulation. On peut cependant trouver une problématique bien précise à l'ensemble de la NEI : alors que pendant très longtemps, l'économie politique a consisté en l'analyse de l'activité économique en elle-même et de ses propriétés (formation et propriétés de l'équilibre économique, effets et fondements des politiques économiques, formation des prix etc.), la NEI met l'accent sur le fait que l'enjeu se situe plutôt au niveau de l'étude des éléments encadrant l'activité économique : les institutions.
Face à l'économie comme théorie des prix, la NEI (suivant en cela l'ancien institutionnalisme) se définit comme une analyse des « règles du jeu » de l'économie. Au cours des 15 dernières années, la NEI a pris une approche plus pragmatique et cohérente dans le temps, qui souligne le rôle des institutions et une meilleure gouvernance dans les pays en voie de développement. Ce développement était inspiré par la grille de lecture fournie par O. E. Williamson, en combinaison avec l'application du modèle séminal de D. C. North, J. J. Wallis et B. R. Weingast, sur la Violence et Ordre Social.